# NeXT Computer
NeXT Computer (també anomenat NeXT Computer System) és un ordinador d'estació de treball que va ser desenvolupat, comercialitzat i venut per NeXT Inc. Es va presentar l'octubre de 1988 com el primer producte estrella de la companyia, a un preu de 6500$, adreçat al mercat de l'educació superior. Va ser dissenyat al voltant de la CPU Motorola 68030 i el coprocessador de coma flotant 68882, amb una velocitat de rellotge de 25 MHz. El seu sistema operatiu NeXTSTEP es basa en el micronucli Mach i Unix derivat de BSD, amb una GUI propietat que utilitza un back-end basat en Display PostScript. El recinte consisteix en una caixa negra en forma de cub de magnesi fosa a pressió d'1 peu (305 mm), que va fer que la màquina fos anomenada informalment "El cub".
L'ordinador NeXT va ser rebatejat com a NeXTcube en una actualització posterior. La NeXTstation, una versió més assequible del NeXTcube, es va llançar el 1990.

## Llançament
El NeXT Computer es va llançar l'octubre de 1988 en un esdeveniment luxós només per invitació, " NeXT Introduction – the Introduction to the NeXT Generation of Computers for Education" al Louise M. Davies Symphony Hall de San Francisco, Califòrnia. L'endemà, es va convidar a educadors i desenvolupadors de programes seleccionats a assistir, per una quota de registre de 100 dòlars, a la primera visió tècnica pública de l'ordinador NeXT en un esdeveniment anomenat "The NeXT Day" al San Francisco Hilton. Va donar als interessats en desenvolupar programes per al NeXT una visió de l'arquitectura del sistema i la programació orientada a objectes. Steve Jobs va ser el ponent de la presentació.

## Recepció
L'any 1989, la revista BYTE va classificar el NeXT Computer entre els guanyadors "Excel·lència" dels premis BYTE, afirmant que mostrava "què es pot fer quan un ordinador personal està dissenyat com un sistema, i no com una col·lecció d'elements separats". Citant com a "verdaderament innovador" la unitat òptica, el DSP i l'entorn de programació orientada a objectes, va concloure que "l'ordinador NeXT val cada cèntim del seu preu de mercat de 6.500 dòlars". Tanmateix, no va ser un èxit comercial significatiu, ja que no va aconseguir el nivell de vendes de gran volum com els ordinadors Apple II, Commodore 64, Macintosh o Microsoft Windows. Les estacions de treball es van vendre a universitats, institucions financeres i agències governamentals.

## Llegat

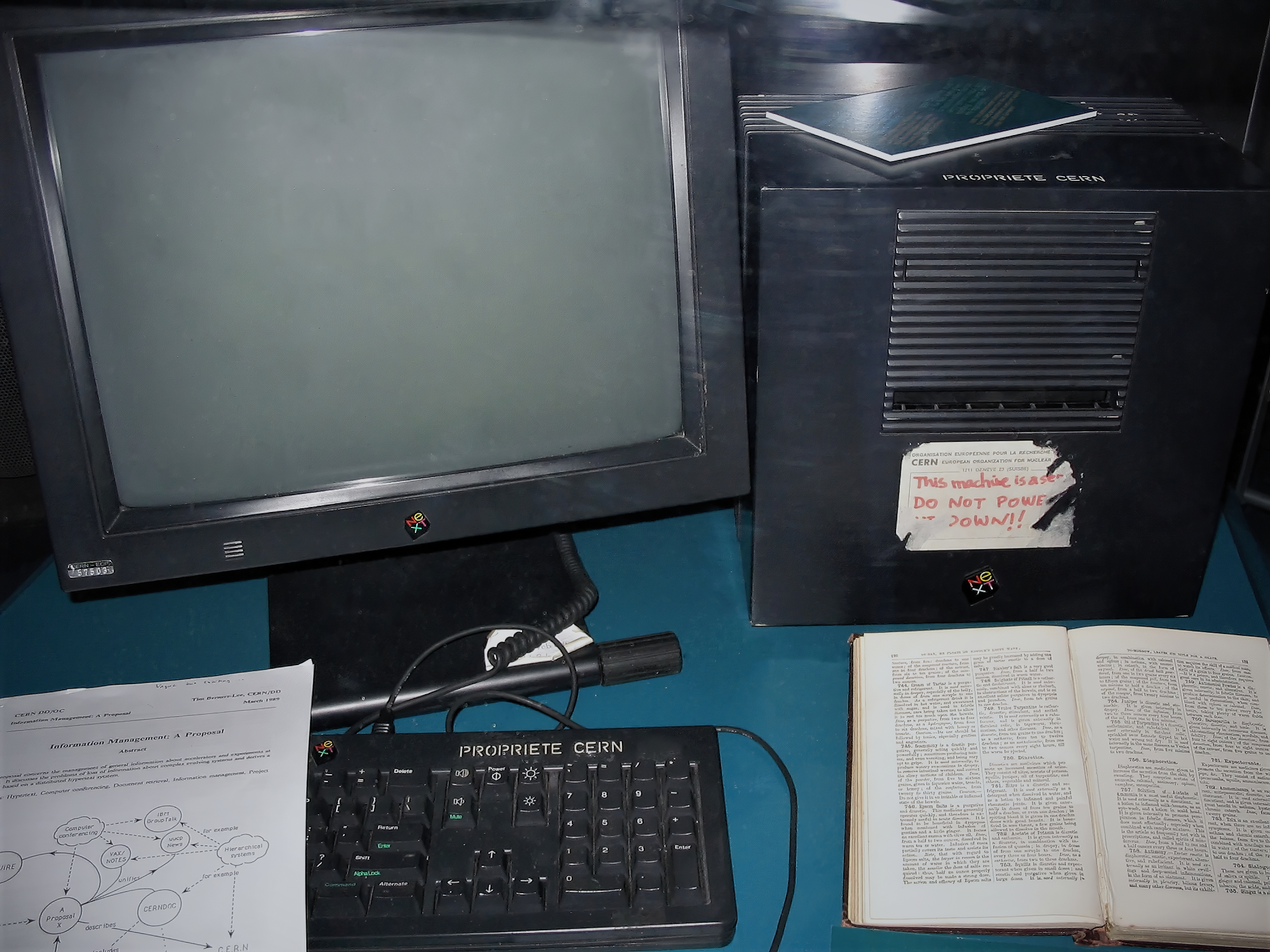
Aquest NeXTcube va ser utilitzat per Tim Berners-Lee com a primer servidor a la World Wide Web.

Tim Berners-Lee i Robert Cailliau al CERN van utilitzar un ordinador NeXT i les seves eines i biblioteques de desenvolupament orientat a objectes per desenvolupar el primer servidor web (CERN httpd) i navegador web (WorldWideWeb).
La plataforma NeXT va ser utilitzada per Jesse Tayler a Paget Press per desenvolupar la primera botiga d'aplicacions electròniques, anomenada Electronic AppWrapper, a principis de la dècada de 1990. El número 3 es va demostrar per primera vegada a Steve Jobs a la NeXTWorld Expo 1993.
Els jocs de PC pioners Doom, Doom II i Quake (amb els respectius editors de nivell) van ser desenvolupats per id Software a les màquines NeXT. Els jocs de Doom Engine com Heretic, Hexen i Strife també es van desenvolupar amb el NeXT utilitzant les eines d'identificació.
La tecnologia NeXT va proporcionar el primer sistema de lliurament d'aliments en línia anomenat CyberSlice, utilitzant la geolocalització basada en GIS, en què Steve Jobs va realitzar la primera comanda en línia de pizza amb tomàquet i alfàbrega. CyberSlice va ser seleccionat per a Invencions del segle xx, Ciència de la Computació a la Smithsonian Institution de Washington, DC